# Monica Whately
Mary Mónica Whately (Londres, 30 de noviembre de 1889 - Londres, 12 de septiembre de 1960) era una sufragista y activista política británica.

## Biografía
Nacida en el área de Brompton en Londres, Whately estudió en la Escuela de Economía de Londres. En 1912, junto a su madre Maude, fundó la Catholic Women's Suffrage Society que se transformó en 1918 en la St Joan Social and Political Union, de la que Whately fue nombrada secretaria. En 1921, fue fundadora del Six Point Group, que hizo campaña por los derechos de la mujer, y también participó activamente en la Unión Nacional de Sociedades de Sufragio Femenino y la Open Door Society.
Whately se unió al Partido Laborista Independiente (ILP) y, a través de él, se convirtió en la candidata del Partido Laborista por St Albans en las elecciones generales de 1929 y las de 1931. Permaneció con el Partido Laborista después de que el ILP se desafilió y se presentó sin éxito en Clapham en las elecciones generales de 1935, antes de ganar la elección para el Consejo del Condado de Londres en 1937, en representación de Limehouse. Mientras estaba en el consejo, consiguió que las matronas continuaran trabajando después del matrimonio.
Whately hizo campaña por la igualdad, el sufragio femenino y las libertades civiles. Tuvo mucha relevancia en el Movimiento No Más Guerra durante el período de entreguerras. Durante la Segunda Guerra Mundial, trabajó para el Ministerio de Trabajo y el Ministerio de Información, pero dedicó cada vez más tiempo a Save the Children. Después de la guerra, hizo campaña contra el apartheid en Sudáfrica y contra la brutal represión del gobierno británico del Levantamiento de Mau Mau en Kenia. Como miembro activo de la Sociedad para las Relaciones Culturales con la URSS desde su formación en 1924, Whately visitó la Unión Soviética en 1950 y luego visitó Checoslovaquia, Polonia y China. Anticolonialista comprometida, formó parte de la delegación de la Liga de la India en 1932 y fue coautora de su informe.